# ليان كاري
الأستاذة ليان كاري عالمة أعصاب أسترالية رائدة على مستوى العالم في مجال العلاج المهني وأبحاث إعادة التأهيل و التعافي من السكتة الدماغية . هي القائدة المؤسسة لمجموعة بحثية تعمل على إعادة التأهيل العصبي والتعافي في قسم السكتة الدماغية في معهد فلوري لعلم الأعصاب والصحة العقلية في ملبورن، أستراليا، وهي حاصلة حاليًا على زمالة المستقبل التي يمنحها مجلس البحوث الأسترالي (ARC).

## النشأة والتعليم
تخرجت ليان كاري من المدرسة الثانوية من كلية شافوين في ملبورن عام 1977 ، حيث حصلت على جائزة دوكس اوف سكول وامتياز خاص في امتحان اللغة الإنجليزية لشهادة المدرسة العليا. 
بدأت كاري تعليمها العالي في معهد لينكولن للعلوم الصحية، حيث تخرجت بدرجة البكالوريوس في العلوم التطبيقية للعلاج المهني (BAppSc (OT)) في عام 1987.  في عام 1993 ، أصبحت كاري أول شخص في أستراليا يكمل درجة الدكتوراه في العلاج الوظيفي من خلال جامعة لاتروب . أطروحة الدكتوراه الخاصة بها اختصت في بحث تأثيرات التدريب وقياس فقدان التمييز عن طريق اللمس بعد وقوع الإصابة بالسكتة الدماغية، والتي تم تمريرها بنجاح دون مراجعة.

## العمل

### 1981-1990
قبل أن تبدأ دراسة الدكتوراه بدوام كامل في عام 1990 ، عملت كاري كمعالجة مهنية من الدرجة الأولى في مستشفى مانفانتارا لإعادة تأهيل كبار السن بين عامي 1981 و 1983.  بين عامي 1983 و 1989 ، تم تعيينها كمدرس أول للفصول الجامعية في كلية العلاج المهني في معهد لينكولن للعلوم الصحية. في عام 1987 ، تمت ترقية كاري إلى منصب محاضر في كلية لينكولن للعلوم الصحية بجامعة لاتروب بعد وقت قصير من اندماج المعهدين. في عام 1989 ، تم تعيين كاري كبيرة المعالجين المهنيين في مستشفى هامبتون لإعادة التأهيل حيث عملت هناك لمدة عام واحد.

### 1993-2014 و حتى الآن
على مدار العقدين التاليين بعد انتهائها من الدكتوراه، شقت كاري طريقها في السلم الأكاديمي بواسطة زمالات متعددة في مرحلة دراسة ما بعد الدكتوراه حتى استطاعت تأسيس مختبر أبحاث خاص بها في مجال إعادة التأهيل العصبي وبحوث التعافي في قسم السكتات الدماغية في المعهد الوطني لأبحاث السكتة الدماغية في عام 2004 ، الذي تم نقله لاحقًا إلى معهد فلوري لعلم الأعصاب والصحة العقلية.  حصلت على زمالات بحثية من مؤسسات تتضمن مجلس البحوث الأسترالي، والمعهد الوطني لأبحاث السكتة الدماغية، ومعهد أبحاث الدماغ، والمجلس الوطني الأسترالي للبحوث الصحية والطبية (NHMRC).
في عام 2004 ، تم تعيين كاري أستاذًة ملحقة لقسم العلاج الوظيفي في جامعة لاتروب  وفي عام 2013 أصبحت عضوًا في لجنة أبحاث كلية العلوم الصحية بالجامعة. في عام 2010 تم تعيينها في كلية معهد فلوري. بالإضافة إلى ذلك، تم انتخابها في عام 2013 لعضوية الأكاديمية الأسترالية للعلوم ، وفي الوقت ذاته تم انتخابها رئيسًا لمؤسسة أبحاث العلاج المهني الأسترالية الافتتاحية. 
اعتبارًا من نوفمبر 2014 ، نما مختبر أبحاث كاري لإعادة التأهيل العصبي والتعافي إلى فريق مكون من 24 باحثًا، بما فيهم باحث واحد بعد الدكتوراه، و 6 باحثين، و 10 أعضاء منضمين، و 7 طلاب من تخصصات تتراوح بين العلاج الوظيفي والعلاج الطبيعي وعلم الأعصاب وعلم النفس وعلم الأعصاب . 

### محل تركيز أبحاثها
التركيز الأساسي للين كاري يشمل أربعة مجالات رئيسية للبحث: 1) البحث في الأساليب الترميمية لإعادة التأهيل بعد السكتة الدماغية. 2) فهم طبيعة ضعف الحواس وتأثيرها الوظيفي ؛ 3) استهداف إعادة التأهيل من خلال أساليب جديدة في التصوير الدماغي والدلالات الحيوية ؛ 4) دراسة تأثير الاكتئاب والإدراك على التعافي من السكتة الدماغية .   تستند مناهج كاري لإعادة التأهيل بعد السكتة الدماغية في المقام الأول على نظريات المرونة العصبية والتعلم وتم اختبار نظرياتها تجريبياً للحصول على النتائج السريرية والتشريحية العصبية. يستخدم مختبر أبحاثها أدوات التصوير بالرنين المغناطيسي (MRI) لدراسة التغيرات الديناميكية في الدماغ من أجل فهم أفضل لآليات التعافي وتحسين طرق إعادة التأهيل للناجين من السكتة الدماغية. ركزت أبحاثها مؤخرًا على تأثير الإدراك والاكتئاب على التعافي من السكتة الدماغية واستخدام أدوات تصوير جديدة للدماغ والمؤشرات الحيوية من أجل الاستهداف الأمثل لإعادة التأهيل بعد الإصابة بالسكتة الدماغية.

### التمويل التنافسي
خلال حياتها المهنية، تلقت كاري تمويلًا لأبحاثها من برامج المنح التنافسية التي بلغ مجموعها أكثر من 8.8 مليون دولار أسترالي. 

### المنشورات
الأستاذة كاري لديها أكثر من 75 منشورًا مراجع مع أكثر من 1200 استشهاد .  بين عامي 2009 و 2014 نشرت 45 مقالاً يحتوي على أكثر من 800 اقتباس. في عام 2012 ، تمت دعوتها لتحرير كتاب «إعادة تأهيل مرضى السكتة الدماغية: رؤى من علم الأعصاب والتصوير». 

## معلومات شخصية
تقيم ليان كاري حاليًا في ملبورن، أستراليا، وهي متزوجة وسعيدة ولديها طفلان. 

## الجوائز والتكريمات
- 2013 : جائزة الاتحاد العالمي لإعادة التأهيل العصبي فرانز غيرستنبراند (الترشيح قيد المراجعة).
- 2013 : رشحت لجائزة فيكتوريا للعلوم والابتكار
- 2013 : رئيس المؤسسة الأسترالية الافتتحاية لأبحاث العلاج المهني.
- 2013 : أستاذة زائرة دولية، جامعة حيفا، إسرائيل.
- 2011 : أستاذة زائرة دولية، كلية الطب بجامعة واشنطن، سانت لويس، الولايات المتحدة الأمريكية.
- 2010 : تم تكريمها من قبل الاتحاد العالمي لإعادة التأهيل العصبي (WFNR). (نيوروريهابيل نيورال ريبير، 2010 ؛ 24: 499-500 [10] ).
- 2010 : جائزة براين لينك انجازات السيدات (ضمن الرشحين النهائيين).
- 2009 : تم التحاقها بأكاديمية الأبحاث التابعة لمؤسسة العلاج المهني الأمريكية من أجل "المساهمات المثالية والمتميزة في علم العلاج المهني.
- 2009 : زمالة المستقبل من مجلس البحوث الأسترالي (ARC)
- 2004-2008 : المجلس الوطني للبحوث الصحية والطبية (NHMRC) التابع لجائزة أستراليا للتطوير المهني.
- 1995 : جامعة لاتروب، زمالة أبحاث ما بعد الدكتوراه في كلية العلوم الصحية.
- 1994 : جامعة لاتروب، منحة أبحاث كلية العلوم الصحية لدراسات ما بعد الدكتوراه.
- 1991 : جائزة أبحاث الجمعية الأسترالية للمعالجين المهنيين
- 1990 : جائزة أبحاث الدراسات العليا الأسترالية.
- 1988 : جائزة أبحاث مؤسسة الاتحاد العالمي للمعالجين المهنيين (تُمنح جائزة واحدة فقط في جميع أنحاء العالم كل أربع سنوات).
- 1988 : منحة جامعة لاتروب للدراسات العليا.
- 1981 : تقدير خاص للدرجات التي تم الحصول عليها في السنة الدراسية الأخيرة، كلية العلاج الوظيفي، جامعة لاتروب.
- 1977 : Dux of School ، كلية شافوين، ملبورن، أستراليا. امتياز خاص، امتحان اللغة الإنجليزية لشهادة الثانوية العامة.